# انگادین

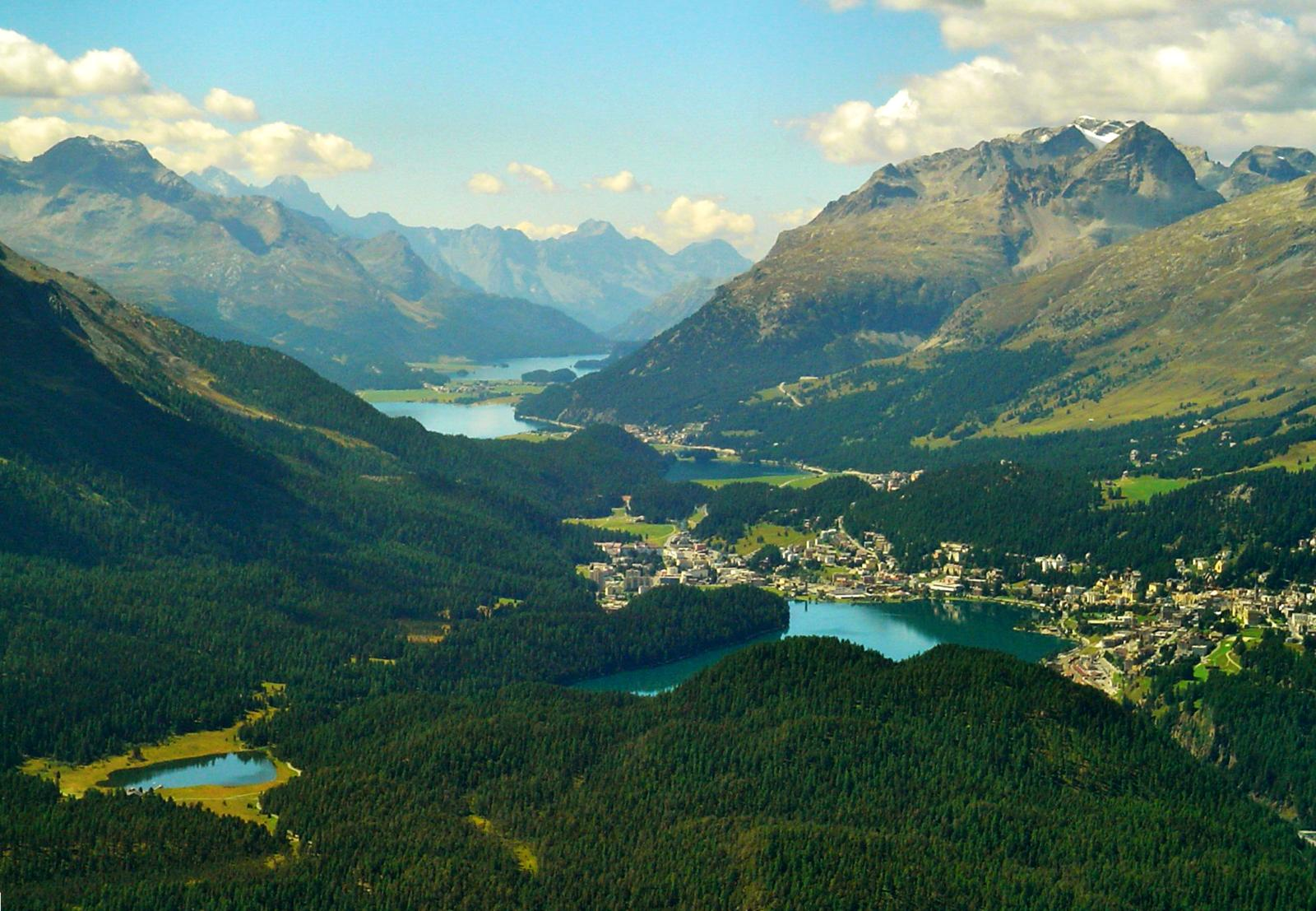
نمایی از دره انگادین که در آن دریاچه شتاتس، شهر سنت موریتز، زیلواپلانا و زیلس نمایان هستند.

انگادین (به آلمانی: Engadin) دره‌ای طولانی در کوه‌های آلپ کشور سوئیس است که در ایالت گراوبوندن واقع شده است.